# Le Val-d’Ocre
Le Val-d’Ocre – gmina we Francji, w regionie Burgundia-Franche-Comté, w departamencie Yonne. W 2013 roku liczba ludności wynosiła 581 mieszkańców.
Gmina została utworzona 1 stycznia 2016 roku z połączenia dwóch ówczesnych gmin: Saint-Aubin-Château-Neuf oraz Saint-Martin-sur-Ocre. Siedzibą gminy została miejscowość Saint-Aubin-Château-Neuf.